# Piccolo Teatro di Milano
Le Piccolo Teatro (Le Petit Théâtre) a été fondé à Milan en 1947 par Paolo Grassi et Giorgio Strehler. Après une direction conjointe jusqu’en 1967, Paolo Grassi reste seul à sa tête jusqu’en 1972, date à laquelle il prend la direction de La Scala. Giorgio Strehler revient alors et assume la direction de l'institution jusqu'en 1997. 

## Histoire
Le Piccolo Teatro constitue le premier exemple d'organisation stable de la scène en Italie. Son rideau se lève pour la première fois le 14 mai 1947 avec la mise en scène de Les Bas-fonds de Maxime Gorki. Ce fut une soirée où le monde de la culture et du spectacle de Milan se retrouva au parterre.
Avec cinq cents places et une scène minuscule, géré par deux jeunes gens de vingt ans - à peine sortis de l'expérience tragique de la guerre et du fascisme, le Piccolo Teatro se veut dès le début un théâtre d’art pour tous, avec un répertoire « mixte » : à la fois international et lié à ses propres racines, comme on peut le lire dans le manifeste qui a scellé sa naissance.
Pendant longtemps le Piccolo Teatro – né comme théâtre de la ville de Milan, mais bientôt transformé en ambassadeur de la culture italienne sur les scènes du monde entier et devenu Théâtre d’Europe par arrêté ministériel en 1991- disposa seulement de la petite salle de via Rovello. Cependant, dès les années 1960, Strehler et Grassi essaient de conquérir de nouveaux publics, raison pour laquelle ils décentralisent le théâtre en banlieue  ouvrant les portes à des classes sociales défavorisées. Faisant face à de nombreux aléas, ce n'est qu'en 1998 que la véritable « ville du théâtre » dont Grassi et Strehler avaient rêvé sera achevée. Mais Grassi a disparu depuis plus de dix ans et Strehler meurt la nuit de Noël 1997. Il est dirigé par Sergio Escobar entre 1998 et 2020 et Luca Ronconi en est le directeur artistique jusqu'à sa mort en 2015, date à laquelle il est remplacé par le dramaturge Stefano Massini. 

## Organisation et direction
Aujourd'hui le Piccolo Teatro compte trois salles (celle historique de via Rovello appelée « Sala Grassi » de 400 places, celle expérimentale du « Teatro Studio » de 400 places inaugurée en 1987, et le nouvel emplacement, appelé « Teatro Strehler » de 900 places). Depuis 1951, une école d'art dramatique fondée par Strehler et Grassi, fait partie intégrante du Piccolo. Claudio Longhi est le directeur du théâtre depuis le 1er décembre 2020.
Le Piccolo Teatro est membre de l'Union des théâtres de l'Europe depuis 1990.

## Programmation
En Italie, avec le Piccolo Teatro c'est l'idée d’un théâtre innovant qui s’affirme, un théâtre qui puisse constituer un bien réel pour les citoyens, avec des choix profondément novateurs. Ce sont des années qui privilégient la qualité de la mise en scène par rapport aux performances répétitives du « grand acteur » de type classique. Au Piccolo Teatro, à côté de la dramaturgie du monde entier, prend corps une esthétique rigoureuse mais poétique qui, suivant l’exemple des grands novateurs de la scène, de Jacques Copeau à Max Reinhardt, met au premier plan la formation de l’acteur à l’intérieur de cet organisme construit qu'est le spectacle, fermement tenu dans la main créatrice du metteur en scène. Ce sont d’ailleurs la qualité esthétique extraordinaire et la nouveauté dans l’organisation qui constituent les deux pivots d’excellence du Piccolo Teatro qui devient un moteur pour toute la scène italienne.